# Taxón existente
En biología, existente es un término usado para referirse a los taxones que tienen representantes vivos, en contraposición a los taxones extintos.
La neontología estudia los taxones existentes y también los recientemente extintos, aunque es difícil declarar que un taxón está definitivamente extinguido, ya que los taxones que han sido declarados extintos pueden reaparecer con el tiempo, como el celacanto, que se consideraba extinto hasta que en 1938 un ejemplar vivo fue capturado en la costa oriental de Sudáfrica. Un estudio determinó que el 36 % de la supuesta extinción de mamíferos había sido resuelta, mientras que el otro 64 % no tenía evidencia suficiente para ser declarada extinta o había sido redescubierta. La Unión Internacional para la Conservación de la Naturaleza considera que un taxón está recientemente extinguido si la extinción ocurrió después del año 1500 a. C.